# Anomalodesmata
Die Anomalodesmata sind eine Großgruppe der Muscheln (Bivalvia), die in den neueren Klassifikationen als Ordnung oder Überordnung innerhalb der Autolamellibranchiata geführt wird. Es handelt sich um eine große, sehr diverse und in vielen Lebensräumen vorkommende Muschelgruppe.

## Charakterisierung
Die Gehäuse der meisten Anomalodesmata sind, wie vom Grundbauplan der Muscheln übernommen, gleichklappig. Unter den jüngeren Gruppen besteht jedoch die Tendenz zu schwacher bis starker Ungleichheit der beiden Klappen. Die meisten Anomalodesmata besitzen keine Zähne im Schloss, d. h. die Zähne sind weitgehend reduziert. Andere Gruppen haben zwar einfache Zähne, die jedoch sekundär entstanden sind. Das Ligament liegt ursprünglich extern, kann bei abgeleiteten Formen auch halbintern oder auch intern in einem sog. Lithodesma oder Chondrophor liegen. Chondrophoren scheinen jedoch mehrfach unabhängig voneinander entstanden zu sein. In einigen Gruppen ist das Ligament sogar vollständig reduziert.
Die Schalen aller Vertreter der Anomalodesmata sind aragonitisch, und die meisten haben eine prismatisch-perlmuttrige Mikrostruktur (Perlmutter innen, prismatische Schicht außen), die vom organischen Periostrakum überdeckt ist. Einige wenige Gruppen haben unabhängig voneinander homogene Schalenstrukturen entwickelt. Ein weiteres typisches Merkmal der Anomalodesmata sind Spicula auf der Schalenoberfläche, die im Periostrakum verankert sind. Sie werden im Mantel produziert, bevor sie dann in das Periostrakum eingebaut werden. Die Spicula sind oft in Reihen angeordnet und dienen wohl der besseren Verankerung im Sediment.
Die überwiegende Mehrzahl der Anomalodesmata sind isomyar, d. h. die beiden Schließmuskeln sind annähernd gleich groß, nur wenige Formen sind anisomyar.
Der Fuß ist in der Regel gut entwickelt, die Siphonen können bei grabenden Formen recht groß sein. Die Kiemen sind bei der Mehrzahl der Gruppen eulamellibranchiat. Lediglich eine kleinere Gruppe (Septibranchia) hat die Kiemen zu einem Septum umgebildet.

## Lebensweise
Die Anomalodesmata sind ausschließlich marin lebende Muscheln. Gelegentliche Berichte von im Süßwasser lebenden Vertretern haben sich als Irrtum erwiesen. Heutige Vertreter der Anomalodesmata kommen von den Intertidalbereichen bis in die Tiefsee vor. Und auch innerhalb dieses Tiefenbereichs haben sie sich ein breites Spektrum von Lebensräumen erschlossen, vom unterschiedlich tiefen Eingraben in Weichsedimenten bis zum Bohren in Hartsubstraten oder Anheften an Hartsubstraten mittels eines Byssus oder durch Anzementierung. Die meisten Arten ernähren sich „Muschel-typisch“ als Filtrierer. Daneben gibt es auch einige Formen, die sich, für Muscheln sehr ungewöhnlich, räuberisch von kleinen Krebstieren ernähren.

## Systematik
Die Anomalodesmata werden in den meisten älteren Klassifikationen als Überordnung oder gar als Unterklasse der Muscheln geführt. Nach den neueren Untersuchungen von Harper et al. (2006) ist dies jedoch nicht gerechtfertigt. Die Anomalodesmata werden deshalb von diesen Autoren nur noch als Ordnung betrachtet. Allerdings enthalten die Anomalodesmata zwei gut unterscheidbare Gruppen: die Septibranchia Pelseneer, 1889 und die Familien, die bisher in der Ordnung Pholadomyoida zusammengefasst wurden. Hier wird im Wesentlichen der Untergliederung der MolluscaBase gefolgt, die allerdings auf die Ordnungen Pholadomyoida und Septibranchia verzichtet.
- Ordnung Pholadomyoida Newell, 1965
  - Überfamilie †Ceratomyoidea Arkell, 1934
  - Überfamilie Clavagelloidea d´Orbigny, 1844
    - Familie Gießkannenmuscheln (Clavagellidae d’Orbigny, 1844)
    - Familie Penicillidae Gray, 1858

  - Überfamilie Pandoroidea Rafinesque, 1815
    - Familie Lyonsiidae P. Fischer, 1887
    - Familie Büchsenmuscheln (Pandoridae Rafinesque, 1815)

  - Überfamilie Pholadomyoidea King, 1844
    - Familie Arenigomyidae Carter, 2011 †
    - Familie Margaritariidae Vokes, 1964 †
    - Familie Parilimyidae Morton, 1981
    - Familie Pholadomyidae King, 1844
    - Familie Ucumariidae Sánchez, 2003 †

  - Überfamilie †Sinodoroidea Pojeta & Zhang, 1984
- Ordnung Septibranchia Pelseneer, 1889
  - Überfamilie Cuspidarioidea Dall, 1886
    - Familie Keulenmuscheln (Cuspidariidae Dall, 1886)
    - Familie Halonymphidae Scarlato & Starobogatov, 1983
    - Familie Protocuspidariidae Scarlato & Starobogatov, 1983
    - Familie Spheniopsidae J. Gardner, 1928

  - Überfamilie Poromyoidea Dall, 1886
    - Familie Cetoconchidae Ridewood, 1903
    - Familie Poromyidae Dall, 1886

  - Überfamilie Verticordioidea Stoliczka, 1870
    - Familie Euciroidae Dall, 1895
    - Familie Lyonsiellidae Dall, 1895
    - Familie Verticordiidae Stoliczka, 1870

  - Incertae sedis Überfamilie Thracioidea Stoliczka, 1870
    - Familie Burmesiidae Healey, 1908 †
    - Familie Clistoconchidae Morton, 2012
    - Familie Laternulidae Hedley, 1918 (1840)
    - Familie Periplomatidae Dall, 1895
    - Familie Spatelmuscheln (Thraciidae Stoliczka, 1870)

## Belege